# ألبان أستراليا
"ألبان أستراليا" هي الهيئة الوطنية الأسترالية لصناعة الألبان ، وهي مؤسسة بحث وتطوير . يُموّلها بشكل رئيسي من ضريبة خدمات الألبان، وهي ضريبة يدفعها المزارعون بناءً على إنتاج الحليب. كما تعمل كجهة تمويل تُقدّم من خلالها وزارة الزراعة الفيدرالية تمويلًا للبحث والتطوير الريفي في أستراليا. كما تجذب "دايري أستراليا" تمويلًا على مستوى المشاريع من حكومات الولايات والجامعات ومنظمات البحث وغيرها من منظمات دعم الألبان. كانت تُعرف سابقًا باسم " مؤسسة بحث وتطوير الألبان" .  
شغل بات رولي، أحد أبرز الشخصيات في الصناعة، منصب رئيس مجلس إدارة شركة الألبان الأسترالية منذ عام 2003 حتى تقاعده في عام 2006. 
وقد زعمت شركة ألبان أستراليا أن إضافة منتجات الألبان إلى الأنظمة الغذائية النباتية يعزز من كفاية النظام الغذائي من الناحية الغذائية ومن مذاق الطعام.

## روابط خارجية
- الموقع الرسمي